# Филипп Вольфганг (граф Ганау-Лихтенберга)
Филипп Вольфганг Ганау-Лихтенбергский (нем. Philipp Wolfgang von Hanau-Lichtenberg, 31 июля 1595 — 14/24 февраля 1641) — дворянин Священной Римской империи.

## Биография
Сын и наследник графа Иоганна Рейнхарда I. Учился в Страсбургском университете, совершил гран-тур по Англии, Франции, германским и итальянским землям. Унаследовал графство от отца в 1625 году, когда разгоралась Тридцатилетняя война. Он пытался продолжать политику строгого нейтралитета, проводимую его отцом, но этого ему не удалось.
В 1631 году имперские войска разграбили амт Бабенхаузен, город Бабенхаузен и замок Бабенхаузен. Год спустя в амт вторглась шведская армия под командованием Вольфа Хайнриха фон Изенбурга. С 23 февраля по 28 марта 1635 года город Бабенхаузен безуспешно осаждала имперская армия под командованием Филиппа фон Мансфельда. В 1635 году Бабенхаузен был оккупирован войсками Майнцского курфюршества.
Владения графства Ганау-Лихтенберг в Эльзасе и на Верхнем Рейне также пострадали. Поначалу район Верхнего Рейна был разграблен имперскими войсками, а в 1633 году туда пришла шведская армия. Столичный город графства — Буксвиллер — был в 1648 году разграблен войсками, состоявшими из хорватов.
В 1635 году в войну вступила Франция, заключившая союз со Швецией, и французские войска заняли Пфаффеноффен, Буксвиллер и Ингвиллер. Французов атаковали имперские войска под командованием фельдмаршала Матиаса Галласа. Имперцев затем выбили протестантские войска под командованием Бернгарда Саксен-Веймарского, который сделал Брюмат своей штаб-квартирой. В этих условиях Филипп Вольфганг отдал себя под защиту французского короля, и большую часть времени провёл по соображениям личной безопасности в своей резиденции в Страсбурге.
Филипп Вольфганг скончался в 1641 году. В своём завещании он объявил своим единственным наследником старшего сына Фридриха Казимира. Младшие сыновья получили резиденции, но не суверенные владения: Иоганн Филипп — в Бабенхаузене, Иоганн Рейнхард — в Лихтенберге.

## Семья и дети
Филипп Вольфганг был женат дважды. Первый раз он женился 15 ноября 1619 года на Иоганне Эттингенской (1602—1639). У них было десять детей:
1. Иоганн Людвиг (1621—1623)
2. Анна Елизавета (19-21 мая 1622)
3. Фридрих Казимир (1623—1685), унаследовавший титул
4. Доротея Елизавета (19-21 ноября 1624)
5. Иоганн Филипп (1626—1669)
6. Иоганна Юлиана (1627—1628)
7. Иоганн Рейнхард II (1628—1666)
8. София Элеонора (1630—1662)
9. Агата Кристина (1632—1681)
10. Кристиан Эберхард (1635—1636)

Во второй раз он женился 17 мая 1640 года на Доротее Диане Зальмской (1604—1672), вдове Людвига Филиппа Раппольштайнского. Этот брак был бездетным.